# Сявалкас-Хірпосі
Сявалка́с-Хірпо́сі (рос. Сявалкас-Хирпоси, чув. Ҫӗнӗ Хирпуҫ) — присілок у складі Вурнарського району Чувашії, Росія. Входить до складу Кольцовського сільського поселення.
Населення — 125 осіб (2010; 160 у 2002).
Національний склад:
- чуваші — 97 %